# Угарте, Флоро Мелитон
Фло́ро Мелитон дель Саградо Корасон Уга́рте Риверо (англ. Floro Meliton del Sagrado Corazón Ugarte Rivero, 1884—1975) — аргентинский композитор.
Родился 15 сентября 1884 года в Буэнос-Айресе.
Учился музыке в Буэнос-Айресе, затем в Парижской консерватории окончив её в 1913 году. В Париже учился композиции у Феликса Фурдрена.
С 1913 по 1955 год он преподавал композицию в консерватории в Буэнос-Айресе. Кроме того, он преподавал с 1948 по 1955 год в университете Ла-Плата, был творчески связан с театром Колон.
Умер 11 июня 1975 года в Буэнос-Айресе.
Угарте — композитор ярко выраженной национальной ориентации. Большинство его сочинений (многие из которых отмечены национальными премиями) вдохновлено национальными сюжетами и творчеством аргентинских поэтов и прозаиков. Произведения композитора включали в свои концертные программы дирижёры Рихард Штраус, Эрих Клайбер, Вильгельм Фуртвенглер.
Автор учебников «Курс элементарной гармонии» («Curso de armonia elemental», 1920), «Элементы акустики» («Elementos de acustica», 1930).

## Личная жизнь
Брат — писатель и общественный деятель Мануэль Угарте (1875—1951).